# Ibrahima Kassory Fofana
Ibrahima Kassory Fofana (ur. 1954 lub 1955) – gwinejski polityk, premier Gwinei od 24 maja 2018 roku do 5 września 2021.

## Życiorys
Początkowo urzędnik służby cywilnej w Ministerstwie Współpracy, w 1990 Fofana został dyrektorem ds. Inwestycji publicznych. W 1994 roku przyjął ofertę prezydenta Conté, aby zostać "Administratorem i Kontrolerem Głównych Prac".  Blisko współpracując z prezydentem, w 1996 został oddelegowany do gabinetu premiera, i był odpowiedzialny za budżet państwa i sektor organizacji pozarządowych. W 1997 r. został ministrem finansów i gospodarki.
W wyniku konfliktu z prezydentem w styczniu 2000 został usunięty ze swojego stanowiska. Udał się  na emigrację do  Dakaru. Następnie przyjął azyl polityczny w Stanach Zjednoczonych, studiując na Florydzie i na amerykańskim uniwersytecie w Waszyngtonie. 
Był jednym z 24 kandydatów w wyborach prezydenckich w 2010 roku. Założyciel i lider partii Gwinea dla Wszystkich. 24 maja 2018 roku został premierem Gwinei. Urząd pełnił do zamachu stanu w Gwinei w 2021 roku.